# Platyptilia gravior
Platyptilia gravior là một loài bướm đêm thuộc họ Pterophoridae. Nó được tìm thấy ở Costa Rica.
Sải cánh dài 24–28 mm. Con trưởng thành bay vào tháng 4, tháng 5 và tháng 6.